# Billy Dib
Billy Dib (* 17. August 1985 in Sydney, Australien) ist ein australischer Boxer im Federgewicht.

## Profi
Er war ungeschlagen, als er am 18. Oktober im Jahre 2008 gegen den US-Amerikaner Steve Luevano um den WBO-Weltmeistertitel boxte und einstimmig nach Punkten scheiterte. Ende Juli 2011 trat er gegen Jorge Lacierva um die IBF-Weltmeisterschaft an und gewann durch einstimmigen Beschluss. 
Diesen Gürtel verteidigte er insgesamt zwei Mal und verlor ihn am 3. März des Jahres 2013 durch geteilte Punktrichterentscheidung an den bis dahin noch ungeschlagenen Russen Evgeny Gradovich.